# Tibeti spániel
A szent állatként tisztelt tibeti spánielt a tibeti szerzetesek évszázadokon keresztül imamalmaik hajtására használták, napjainkban házikedvenc, öleb.

## Története
Ősi fajta, feltehetően a pekingi palotakutya, a mopsz és a japán spániel keveredéséből jött létre. Európában Anglián keresztül terjed el, ahová misszionáriusok által jutott el.

## Leírása
Feje enyhén domborodó, szeme sötétbarna, füle lelógó. Törzse rövid, zömök. Végtagjai rövidek, vékony csontozatúak. Farkát a hátára hajlítva tartja. Szőre hosszú, selymes, sima, a nyakán és vállán sörényt alkot. Színe aranysárga, fekete, őzbarna, feketés rőt, krémszínű, fehér, fehéres sárga.
Kistestű eb: marmagassága 25  cm, testtömeg: 3-6  kg. Alomszám: 3-4 kölyök. Várható élettartama 9-12  év.

## Tulajdonságai
Életvidám, játékos, szeretetre méltó, magabiztos, intelligens, határozott fellépésű, idegenekkel szemben tartózkodó, bizalmatlan fajta.